# سیگنی اندرسون
سیگنی اندرسون (انگلیسی: Signe Toly Anderson؛ زادهٔ ۱۵ سپتامبر ۱۹۴۱) یک موسیقی‌دان اهل ایالات متحده آمریکا بود. وی بین سال‌های ۱۹۶۵ تا ۱۹۹۷ میلادی فعالیت می‌کرد.